# Christoph Bidembach
Christoph Bidembach (* zweite Hälfte des 16. Jahrhunderts in Stuttgart; † 18. März 1622; auch Christoph Bidenbach) war ein deutscher Registrator und Archivar.

## Leben
Christoph Bidembach entstammte der Familie Bidembach; sein Vater war Balthasar Bidembach. Auf dem Stuttgarter Pädagogium vorgebildet, kam er 1580 ins Stift Tübingen. Er studierte seit dem 8. April 1581 an der Universität Tübingen, wo er am 26. September 1582 den Grad eines Baccalaureus erhielt, aber aus nicht bekannten Gründen der Universität verwiesen wurde. Anschließend war er in den Jahren 1588 bis 1597 als Kirchenratschreiber tätig, dann bis 1603 als Kirchenratsregistrator und hiernach als Hofregistrator. Neben dem war er bis zum Anfang des Jahres 1608 als Archivar tätig, um von Sommer 1608 bis 1611 wieder eine Archivar-Stelle zu tragen. Vom Folgejahr bis zu seinem Tod am 18. März 1622 war Bidembach als Oberratsregistrator tätig, war ein solcher also zehn Jahre lang. Er war seit 1587 mit Rosina Reihing verheiratet und hatte mehrere Kinder, unter anderem Johann Christoph und Rosina, welche Hans Heinrich Beihel ehelichte.

## Werk
- Regiae Stutgardianae brevis et succincta descriptio (Tübingen 1586)

## Walther Ludwigs Aufsatz
Walther Ludwig hat einen Aufsatz über dieses Werk Bidembachs verfasst. Er beginnt mit der Frage, ob der Stuttgarter Stadtgeschichtsforschung ein Werk entgangen sei. Diese Frage bejaht er. Das Werk Bidembachs, eine humanistische Beschreibung der Stadt, die damals dem Bürgermeistern und städtischen Ratsangehörigen gewidmet war, fehlt in Tübinger und Stuttgarter Bibliotheken, selbst in elektronischen Karteien wie dem VD 16 taucht das Werk nicht auf. Daher geriet es in Vergessenheit. Ludwig fand das Werk per Zufall in einer Bibliothek, während er auf der Suche nach einem völlig anderem Werk war. Er fand die Schrift in einem Sammelwerk von 28 Werken aus dem Ende des 16. Jahrhunderts. Als mögliche Übersetzung für den Titel gibt Ludwig Kurze und knappe Beschreibung der Stuttgartischen Fürstlichen Resisdenzstadt an.
Ludwig stellt Vermutungen zu Bidembachs Geburtsjahr auf, das im Dunkeln liegt. Da er 1580 das Pädagogium bestanden hatte, für das er wahrscheinlich sechs Jahre brauchte, und vermutlich mit zehn Jahren dort eingetreten war, müsste er spätestens 1564 geboren worden sein. Dies wird jedoch widerlegt, da alle anderen Kinder Balthasars, die zwischen 1560 und 1570 geboren wurden, im Stuttgarter Taufregister auftauchen. Also müsste er vor dem 4. Juni 1560 geboren worden sein, sein Vater hielt sich seit 1557 in Stuttgart auf. Ferner vermutet Ludwig, Christophs Name könnte vom damaligen Herzog Christoph abgeleitet sein, und dieser sein Taufpate gewesen sein, denn die Familie Bidembach stand mit der württembergischen Obrigkeit in Kontakt.
Christoph Bidembach verfasste sein Werk, vermutet Ludwig, damit er sich nicht vollends der gelehrten theologischen Familientradition distanzierte, da fast alle seine Verwandten evangelische Geistliche wurden.
Bidembachs genaues Todesdatum ist kontrovers. In Dokumenten bis 1622 wird er in seinen jeweiligen Positionen erwähnt, die Abschrift eines Stuttgarter Eheregisters erwähnt ihn jedoch am 7. September 1607, bei der Hochzeit seiner Tochter, als verstorben. Walther Ludwig vermutet, dass im Register lediglich eine Verwechslung auftauchte, das Kreuz misstümlich eingefügt wurde. Das Todesdatum 1622 kann er keinem anderen Bidembach zuordnen. In Ludwigs Aufsatz erwähnt er, dass jemand anderes vermutet, dass Bidembachs Enkel, der uneheliche Sohn Johann Christoph (dieser wiederum wäre ein Sohn des gleichnamigen Sohns Christoph Bidembachs) tatsächlich am 18. März 1622 verstarb. Dieser uneheliche Enkel lässt sich mit seiner Taufe am 5. Januar 1614 belegen, allerdings widerlegt Ludwig diese These, weil Christoph Bidembach in den Urkunden durchgehend lebend erwähnt wird.